# 欧科尔沃尔吉
欧科尔沃尔吉，是匈牙利巴兰尼亚州所辖的一个村。总面积3.11平方公里，总人口91，人口密度29.3人/平方公里（2011年1月1日）。